# Vluchtmisdrijf (wegverkeer)
Onder vluchtmisdrijf verstaat men in de wegenverkeerswet van de meeste landen het wegrijden na een verkeersongeval waarbij men betrokken is. 

## Nederland
Zie: Verlaten plaats na verkeersongeval (Nederland)

## België
Zie: Vluchtmisdrijf (België)
Het vluchtmisdrijf wordt bestraft door artikel 33 van de Wegverkeerswet 1968.
Artikel 33 van de Verkeerswet bepaalt dat met gevangenisstraf van vijftien dagen tot zes maanden en met geldboete van 200 euro tot 2000 euro of met een van die straffen alleen wordt gestraft:
1° elke bestuurder van een voertuig of van een dier die, wetend dat dit voertuig of dit dier oorzaak van, dan wel aanleiding tot een verkeersongeval op een openbare plaats is geweest,
2° hij die wetend dat hij zelf oorzaak van, dan wel aanleiding tot een verkeersongeval op een openbare plaats is geweest,
de vlucht neemt om zich aan de dienstige vaststellingen te onttrekken, zelfs wanneer het ongeval niet aan zijn schuld te wijten is.
Heeft het ongeval voor een ander slagen of verwondingen tot gevolg gehad, dan wordt de schuldige gestraft met gevangenisstraf van vijftien dagen tot drie jaar en met een geldboete van 400 euro tot 5000 euro of met een van die straffen alleen en met het verval van het recht tot het besturen van een motorvoertuig voor een duur van ten minste drie maanden en ten hoogste vijf jaar of levenslang.
Heeft het ongeval voor een ander de dood tot gevolg gehad, dan wordt de schuldige gestraft met gevangenisstraf van vijftien dagen tot vier jaar en met een geldboete van 400 euro tot 5000 euro of met een van die straffen alleen en met het verval van het recht tot het besturen van een motorvoertuig voor een duur van ten minste drie maanden en ten hoogste vijf jaar of levenslang.

## Suriname
Het vluchtmisdrijf wordt bestraft door artikel 4 § 1 van de Rijwet 1971 (de wet van 30 december 1916, houdende regeling van het verkeer op de wegen in verband met het gebruik van rij- en voertuigen, zoals nadien herhaaldelijk gewijzigd). 
Artikel 4 § 1  van de Rijwet 1971 bepaalt:
'Art. 4. 1. Het is de bestuurder van een rij- of voertuig verboden na een ongeval, ontstaan hetzij als gevolg van botsing, aan- of overrijding met dat rij- of voertuig, hetzij als gevolg van enige handeling ter voorkoming van botsing, aan- of overrijding met dat rij- of voertuig:
a. waarbij een mens is gedood of gekwetst, de gezondheid van een mens is benadeeld of schade is toegebracht aan enig goed van een ander dan de berijder of inzittende van dat rij- of voertuig, door te rijden of weg te rijden of zich op andere wijze te verwijderen, voordat de identiteit van zijn persoon en, voor zover het motorrijtuigen betreft, van het motorrijtuig en van degene die tijdens het ongeval het motorrijtuig bestuurde, behoorlijk is kunnen worden vastgesteld;
b. waarbij een mens letsel heeft bekomen of de gezondheid van een mens is benadeeld, deze opzettelijk in hulpeloze toestand te laten.'
Het Openbaar Ministerie kan beslissen geen strafvervolging in te stellen wegens vluchtmisdrijf, in het geval van artikel 4 § 1 a van de Rijwet 1971, wanneer de weggevluchte bestuurder zich bij de politie aangeeft binnen de vier uur na het ongeval. Dat wordt bepaald door artikel 4 § 2 van de Rijwet 1971: '2. Strafvervolging op grond van lid 1, aanhef en onder a, tegen de in dat lid bedoelde bestuurder kan achterwege gelaten worden indien deze binnen vier uren na het ongeval, voordat hij als verdachte is aangehouden of verhoord, vrijwillig van het ongeval kennis geeft aan één der personen belast met het opsporen van feiten, strafbaar gesteld bij of krachtens deze wet en daarbij tevens de opgaven doet, vereist voor de vaststelling van de identiteit van zijn persoon en, voor wat betreft de bestuurder van een motorrijtuig, van het motorrijtuig en van degene die tijdens het ongeval het motorrijtuig bestuurde.' Deze wettelijk voorziene seponeringsbevoegdheid geldt alleen in het geval van artikel 4 § 1 a van de Rijwet 1971. Zij kan niet toegepast worden wanneer de wegvluchtende bestuurder een gewonde achterlaat. 
Vluchtmisdrijf (overtreding van artikel 4 van de Rijwet 1971) wordt gestraft met een gevangenisstraf van ten hoogste één jaar. Dit is bepaald in artikel 19 § 1 van de Rijwet 1971: 'Handelen in strijd met een verbod, omschreven in de artikelen 3, 4 en 13, wordt gestraft met gevangenisstraf van ten hoogste één jaar.'
In geval van vluchtmisdrijf is voorlopige hechtenis mogelijk. Dat blijkt uit artikel 56 § 3 b van het Wetboek van Strafvordering: 'Het bevel kan worden verleend: b in geval van een misdrijf waarop naar de wettelijke omschrijving gevangenisstraf van vier jaren of meer is gesteld, of van een der misdrijven omschreven in de artikelen 173, 178, 231, 232, 291, laatste lid, 306, 309, 313, 345, eerste lid, 360, eerste lid, 361, eerste lid, 374, 375, 378, 381, 386, 387,393, 398, 414, eerste lid, 416, 429, 455, 456, 459, 480 van het Wetboek van Strafrecht, in artikel 4 lid 1 en artikel 20 lid 3 van de Rijwet 1971 en in artikel 22 der Vuurwapenwet (G.B. 1930 No. 73).'